# حسن انعامی
حسن انعامی علیا (زاده ۱۵ مارس ۱۹۶۷ در تبریز) خواننده اپرای اهل ایران است. که از سال ۱۹۹۷ میلادی، تک‌نواز و رهبر گروه آواز آکادمی ملی اپرا و تئاتر آذربایجان می‌باشد. حسن انعامی علاوه بر جمهوری آذربایجان، کنسرت‌های متعددی در خارج از کشور نظیر روسیه، گرجستان، ترکیه، بولیوی، اوکراین، فرانسه، ژاپن، آلمان، و امارات (دبی) برگزار کرده‌است.

## شرح حال
حسن انعامی در تبریز به تاریخ ۱۵ مارس ۱۹۶۷ در یک خانواده نسبتاً مرفه زاده شد. او در سال ۱۹۷۲ وارد مدرسه ابتدایی شد. از سال ۱۹۷۷ تا ۱۹۸۱ دوره راهنمایی را سپری کرد. و از سال ۱۹۸۱ تا ۱۹۸۵ را در هنرستان فنی وحدت تبریز گذراند. سپس انعامی به خدمت سربازی رفته و در سال ۱۹۸۸ ترخیص شد.

## فعالیت هنری
حسن انعامی از همان دوران کودکی به موسیقی علاقه داشت. دوران کودکی‌اش مصادف با حوادث انقلاب ۱۳۵۷ ایران بود که دنباله‌اش مصادف با جنگ تحمیلی بود و نتوانست به صورت حرفه‌ای موسیقی را داخل ایران پیگیری کند. و در سن ۱۴ سالگی، شروع به یادگیری موسیقی آذربایجانی را از طریق ضبط کاست آغاز کرد. به تدریج توانست تک آهنگ‌های آذربایجانی را به تنهایی اجرا کند و به کمک برخی از دوستان خود موفق به ایجاد یک گروه کوچک موسیقی آذربایجانی شد. در سال ۱۹۸۸ دولت ایران مجوز افتتاح مدارس خصوصی موسیقی را مجاز اعلام کرد که او در یکی از این مدارس مطالعه تئوری موسیقی، سلفژ و نت خوانی را به صورت حرفه‌ای آموخت سپس برای ادامه تحصیل در مقاطع عالی عازم باکو شد و دوره‌های تخصصی نوازندگی را در آکادمی موسیقی باکو دنبال کرد. و مدرک کارشناسی و کارشناسی‌ارشد خود را از معروف‌ترین آکادمی موسیقی در باکو دریافت کرد. وی در حال حاضر به عنوان یکی از برجسته‌ترین خوانندگان اپرای جمهوری آذربایجان شناخته می‌شود که رهبر گروه آواز آکادمی ملی اپرا و تئاتر آذربایجان را برعهده دارد. حسن انعامی با نرمینه افندیوا مدرس و پیانیست شناخته شده آذربایجانی ازدواج کرده‌است. او آهنگسازی اپرت حیدربابایه سلام را بر عهده داشته است.

## جوایز
- سال ۱۹۹۷، جایزه اول در رقابت‌های خوانندگان جمهوری آذربایجان در باکو
- سال ۱۹۹۷، موفق به دریافت عنوان "Best Tenor" و جایزه دوم در ۱ST Byul Byul در مسابقات بین‌المللی خوانندگان، باکو، جمهوری آذربایجان.
- سال ۱۹۹۸، اعطا جایزه پیوتر ایلیچ چایکوفسکی مسابقه بین‌المللی، مسکو، روسیه.
- سال ۲۰۰۲، موفق به دریافت عنوان "هنرمند خلق آذربایجان".
- سال ۲۰۰۲، بورس تحصیلی اعطایی رئیس جمهور جمهوری آذربایجان،